# Corpus paralelo
El corpus paralelo, también llamado texto paralelo; es un recurso lingüístico consistente en textos de dos lenguas (en algún formato electrónico adecuado) que están alineados a cierto nivel de granularidad; generalmente a nivel de párrafo, aunque también a nivel de sección, página o incluso a veces de palabra.
Se usa en traducción automática y, principalmente, en memorias de traducción y para el desarrollo de sistemas de traducción estadística.